# 黄山风毛菊
黄山风毛菊（学名：Saussurea hwangshanensis）为菊科风毛菊属的植物，是中国的特有植物。分布在中国大陆的安徽、浙江等地，生长于海拔1,000米的地区，一般生于林下、沟边及草地，目前尚未由人工引种栽培。